# Rigsforsamlingen på Eidsvoll
Rigsforsamlingen på Eidsvoll fra 10. april til 20. maj 1814 var Norges grundlovgivende forsamling, der udarbejdede Norges Grundlov. Rigsforsamlingen blev indkaldt af statholderen, prins Christian Frederik.
Grundloven blev vedtaget den 16. maj. Dagen efter, den 17. maj 1814, blev den undertegnet, og arveprins Christian Frederik blev valgt til konge af Norge. Dagen fejres som Norges nationaldag.
Rigsforsamlingen fandt sted som et resultat af Freden i Kiel, hvor det blev besluttet, at Danmark skulle afstå Norge til kongen af Sverige. Norge gjorde imidlertid krav om selvstændighed, hvilket landet opnåede, men i en personalunion med Sverige fra 1814 til 1905.